# Kallehol, Belgaum
Kallehol là một làng thuộc tehsil Belgaum, huyện Belgaum, bang Karnataka, Ấn Độ.